# Куса (племе)
Куса (на английски: Coosa) е най-голямото и влиятелно подразделение на северноамериканското индианско племе мускоги. По времето на Ернандо де Сото, Куса е най-мощният град на горните крики. Де Сото научава от населението в южна Джорджия за „провинция Коса“, която се намира на северозапад и има няколко много големи и богати градове. Експедицията достига Куса след напускането на Тали и Таскуа и след като преминава през няколко села, които са подвластни на вожда на Куса. На 16 юли 1540 г. испанците влизат в главния град. След малко спречкване с местните жители, испанците са снабдени с носачи и жени и на 20 август се отправят на запад.
През 1559 г. Тристан де Луна и Ареляно изпраща част от хората си да намерят Куса, спомената от Де Сото. Първо испанците достигат до едно село наречено Олибахали. След кратък престой продължават на север. В разказите на тази експедиция се разказва, че цялата провинция се нарича Коса по името на най-големия град и че има още 7 града, които са подвластни на Коса. По това време Куса е в голяма война с племето напочи, за които испанците казват, че в миналото са били част от Куса. С помощта на испанците, Куса разгромява напочите и принуждава оцелелите да плащат налог.
По-късно Куса се споменава от хронистите на Хуан Пардо и Джеймс Адеър. Името също се появява на карти от 1738 г., 1750 г. 1760 г. и 1761 г. В преброяването от 1832 г. градът Куса не се споменава. Тези, които са живели там, изоставят града в началото на 19 век и се преместват нагоре по реката близо до Ийст Бенд. В списък от 1761 г. става ясно, че част от Куса се е преместила надолу по Талапуса и се заселва при фусхачи.
Основният град Куса се намира на река Куса, между тускогите и коасатите, и е наричан Старият Куса или Старият град Куса. От този град впоследствие е известно, че произлизат няколко града, най-важният от които е Очиапофа. Той се споменава и през 1760 г., 1761 г. и в преброяването от 1832 г.
Следващият град, Биг Тълса се отделя от Очиапофа. Възможно е той да е идентичен с града Талиси, споменат в хрониките на де Сото. Но това е малко вероятно, тъй като местоположението на двата града се разминава значително. По описание от 1799 г. този град се намира на Юфоби Крийк, приток на Талапуса. Тълса има няколко свързани градове, единият е Нафапе (Нафабе), на рекичка със същото име. Близо до него е разположен Чатукчуфола. На Чоуоколохачи Крийк е градът Чоуолехачи (Гуаклахачи, Чоуклехачи). Друг град е Саога хачи, който се споменава първо през 1760 г. Друг град, Лучапога се споменава в преброяването от 1832 г. След отстраняването на криките в Оклахома, хората от този град се установяват в северната част на резервата, където днес е град Тълса. Хората от главния град Биг Тълса също се разделят в Оклахома и основават два отделни града, единият наречен Тълса Канейдиън, а другият Тълса Литъл Ривър.